# Ameerega bilinguis
Espèce
Synonymes
- Epipedobates bilinguis Jungfer, 1989

Statut de conservation UICN

 LC  : Préoccupation mineure
Statut CITES
Ameerega bilinguis est une espèce d'amphibiens de la famille des Dendrobatidae.

## Répartition
Cette espèce se rencontre de 200 à 700 m d'altitude dans le bassin des río Napo et río Aguarico :
- en Équateur dans les provinces de Napo, d'Orellana et de Sucumbíos,
- en Colombie dans les départements de Putumayo et de Caquetá.

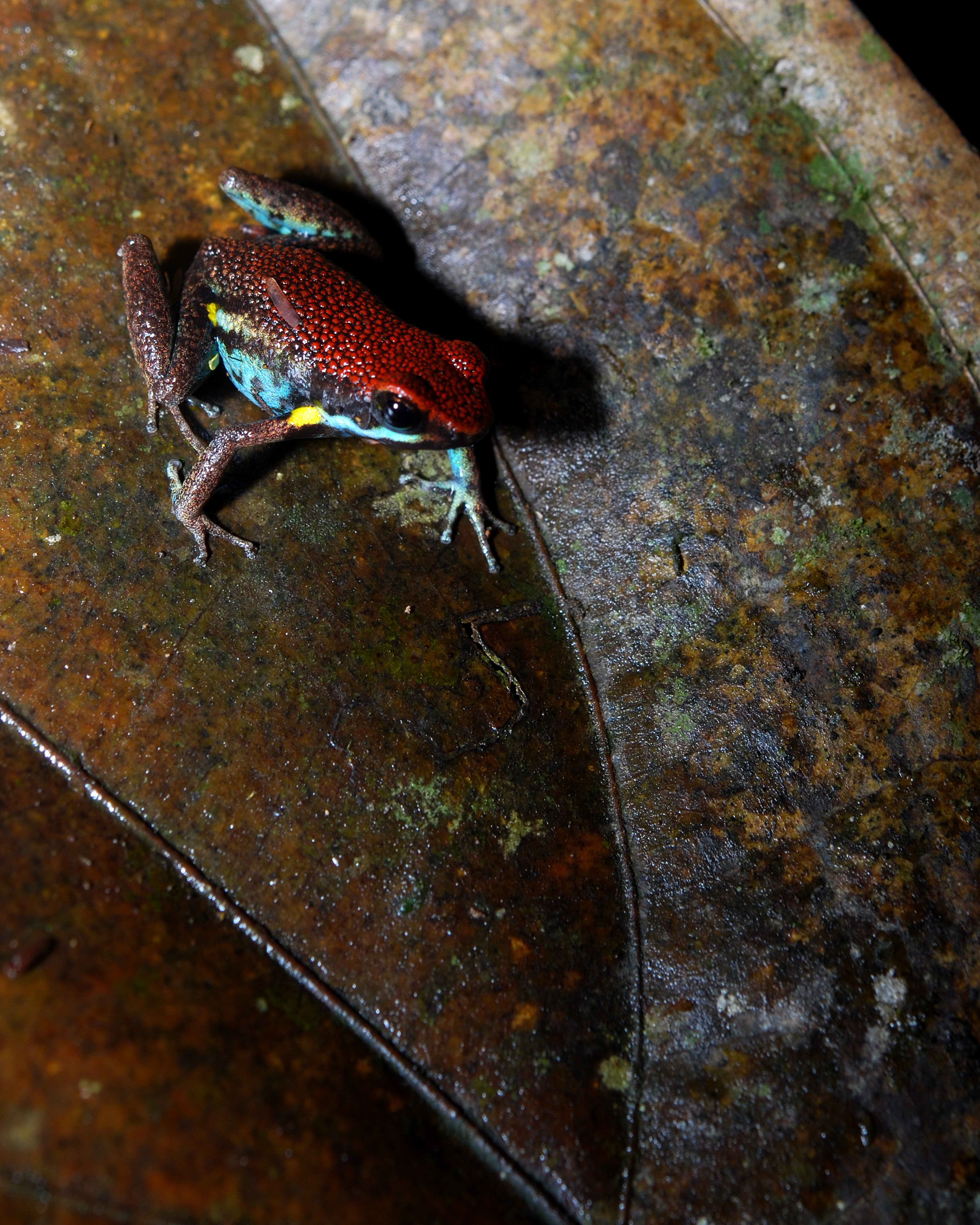
Ameerega bilinguis

## Publication originale
- Jungfer, 1989 : Pfeilgiftfrosche der Gattung Epipedobates mit rot granuliertem Rücken aus dem Oriente von Ecuador und Peru. Salamandra, vol. 25, no 2, p. 81-98.